# Spanyolország az 1976. évi nyári olimpiai játékokon
Spanyolország a kanadai Montréalban megrendezett 1976. évi nyári olimpiai játékok egyik részt vevő nemzete volt. Az országot az olimpián 14 sportágban 113 sportoló képviselte, akik összesen 2 érmet szereztek.

## Érmesek
| Érem  | Versenyző                                                        | Sportág    | Versenyszám               |
| ----- | ---------------------------------------------------------------- | ---------- | ------------------------- |
| Ezüst | José María Esteban José Ramón López Herminio Menéndez Luis Ramos | Kajak-kenu | Férfi kajak négyes 1000 m |
| Ezüst | Antonio Gorostegui Pedro Millet                                  | Vitorlázás | 470-es osztály            |

## Atlétika
Férfi
| Versenyző                                                      | Versenyszám     | Előfutam | Előfutam | Előfutam | Elődöntő | Elődöntő | Elődöntő | Döntő         | Döntő         |
| Versenyző                                                      | Versenyszám     | Idő      | Hely.    | Össz.    | Idő      | Hely.    | Össz.    | Idő           | Helyezés      |
| -------------------------------------------------------------- | --------------- | -------- | -------- | -------- | -------- | -------- | -------- | ------------- | ------------- |
| Andrés Ballbé                                                  | 800 m           | 1:48,38  | 4.       | 18.      | kiesett  | kiesett  | kiesett  | kiesett       | kiesett       |
| Fernando Cerrada                                               | 5000 m          | 13:43,89 | 12.      | 22.      |          |          |          | kiesett       | kiesett       |
| Mariano Haro                                                   | 10 000 m        | 28:11,66 | 3.       | 4.       |          |          |          | 28:00,28      | 6.            |
| José Luis Ruiz                                                 | 10 000 m        | 31:03,43 | 12.      | 35.      |          |          |          | kiesett       | kiesett       |
| Antonio Campos                                                 | 3000 m akadály  | 8:24,53  | 4.       | 7.       |          |          |          | 8:22,65       | 8.            |
| Antonio Baños                                                  | Maraton         |          |          |          |          |          |          | 2:31:01       | 51.           |
| Agustín Fernández                                              | Maraton         |          |          |          |          |          |          | 2:28:37       | 46.           |
| Santiago Manguan                                               | Maraton         |          |          |          |          |          |          | nem ért célba | nem ért célba |
| José Luis Sánchez Luis Sarría Francisco García Javier Martínez | 4 × 100 m váltó | 39,93    | 5.       | 10.      | kizárták | kizárták | kizárták | kiesett       | kiesett       |

| Versenyző        | Versenyszám | Selejtező | Selejtező | Döntő    | Döntő    |
| Versenyző        | Versenyszám | Eredmény  | Helyezés  | Eredmény | Helyezés |
| ---------------- | ----------- | --------- | --------- | -------- | -------- |
| Juan Carrasco    | Magasugrás  | 205 cm    | 24.*      | kiesett  | kiesett  |
| Francisco Martín | Magasugrás  | 205 cm    | 28.       | kiesett  | kiesett  |
| Rafael Blanquer  | Távolugrás  | 619 cm    | 32.       | kiesett  | kiesett  |
| Ramón Cid        | Hármasugrás | 16,00 m   | 18.       | kiesett  | kiesett  |

Női
| Versenyző     | Versenyszám | Előfutam | Előfutam | Előfutam | Elődöntő | Elődöntő | Elődöntő | Döntő   | Döntő    |
| Versenyző     | Versenyszám | Idő      | Hely.    | Össz.    | Idő      | Hely.    | Össz.    | Idő     | Helyezés |
| ------------- | ----------- | -------- | -------- | -------- | -------- | -------- | -------- | ------- | -------- |
| Carmen Valero | 800 m       | 2:06,14  | 6.       | 30.      | kiesett  | kiesett  | kiesett  | kiesett | kiesett  |
| Carmen Valero | 1500 m      | 4:17,65  | 8.       | 32.      | kiesett  | kiesett  | kiesett  | kiesett | kiesett  |

* - három másik versenyzővel azonos eredményt ért el

## Cselgáncs
| Versenyző             | Versenyszám | Csoport | 32-es főtábla                         | Nyolcaddöntő              | Negyeddöntő                  | Elődöntő          | Vigaszág negyeddöntő       | Vigaszág elődöntő           | Bronz- mérkőzés         | Döntő             | Helyezés    |
| Versenyző             | Versenyszám | Csoport | Ellenfél Eredmény                     | Ellenfél Eredmény         | Ellenfél Eredmény            | Ellenfél Eredmény | Ellenfél Eredmény          | Ellenfél Eredmény           | Ellenfél Eredmény       | Ellenfél Eredmény | Helyezés    |
| --------------------- | ----------- | ------- | ------------------------------------- | ------------------------- | ---------------------------- | ----------------- | -------------------------- | --------------------------- | ----------------------- | ----------------- | ----------- |
| Juan Carlos Rodríguez | Váltósúly   | A       | Rafet Güngör (TUR) · GY               | Kuramoto Kódzsi (JPN) · V |                              |                   | António Roquete (POR) · GY | Vaccinuf Morrison (GBR) · V | kiesett                 |                   | 7.          |
| José Luis de Frutos   | Középsúly   | A       | Viðar Guðjohnsen (ISL) · GY           | Walter Huber (VEN) · GY   | Valerij Dvojnyikov (URS) · V |                   |                            | Süheyl Yeşilnur (TUR) · GY  | Slavko Obadov (YUG) · V |                   | 5.          |
| José Luis de Frutos   | Nyílt       | A       | Sota Csocsisvili (URS) · visszalépett | kiesett                   | kiesett                      | kiesett           |                            |                             |                         |                   | helyezetlen |

## Gyeplabda
| Spanyol férfi gyeplabdacsapat-játékoskeret                                                                                 | Spanyol férfi gyeplabdacsapat-játékoskeret                                                                                                  |
| --- | --- |
| - Juan Amat - Jaime Arbós - Juan Arbós - Ricardo Cabot - Luis Carrera - Agustín Churruca - Francisco Codina - Juan Colomer | - Francisco Fábregas - Jorge Fábregas - Agustín Masaña - Juan Pellón - Ramón Quintana - José Sallés - Francisco Segura - Luis Antonio Twose |

### Eredmények
Csoportkör
B csoport
| Csapat              | M | Gy | D | V | G+ | G– | Gk  | P |
| ------------------- | - | -- | - | - | -- | -- | --- | - |
| Pakisztán (PAK)     | 4 | 3  | 1 | 0 | 16 | 6  | +10 | 7 |
| Spanyolország (ESP) | 4 | 1  | 2 | 1 | 9  | 7  | +2  | 4 |
| Új-Zéland (NZL)     | 4 | 1  | 2 | 1 | 6  | 8  | –2  | 4 |
| NSZK (FRG)          | 4 | 1  | 1 | 2 | 10 | 10 | 0   | 3 |
| Belgium (BEL)       | 4 | 1  | 0 | 3 | 5  | 15 | –10 | 2 |

| 1976. július 19. | Pakisztán (PAK) | 2 – 2   | Spanyolország (ESP) |  |
| 1976. július 19. | Zaman Hussain   | (1 – 1) | Amat F. Fábregas    |  |

| 1976. július 20. | Spanyolország (ESP) | 1 – 1   | Új-Zéland (NZL) |  |
| 1976. július 20. | Amat                | (1 – 0) | R. Patel        |  |

| 1976. július 22. | NSZK (FRG) | 1 – 4   | Spanyolország (ESP) |  |
| 1976. július 22. | Strödter   | (1 – 3) | Amat 3 Sallés       |  |

| 1976. július 23. | Spanyolország (ESP) | 2 – 3   | Belgium (BEL)   |  |
| 1976. július 23. | Amat J. Fábregas    | (1 – 1) | Dubois 2 Gilles |  |

Új-Zéland és Spanyolország azonos pontszámmal végzett, a helyezéseikről egy újabb mérkőzés döntött.
| 1976. július 26. | Spanyolország (ESP) | 0 – 1 (h. u.) | Új-Zéland (NZL) |  |
| 1976. július 26. |                     | (0 – 0)       | R. Patel        |  |

Az 5–8. helyért
| 1976. július 29. | Spanyolország (ESP) | 2 – 1   | Malajzia (MAS) |  |
| 1976. július 29. | Amat Jaime Arbós    | (1 – 0) | Hin            |  |

Az 5. helyért
| 1976. július 30. | NSZK (FRG)                                        | 9 – 1   | Spanyolország (ESP) |  |
| 1976. július 30. | Strödter 3 Seifert 2 Peter Dröse Dopp Lauruschkat | (2 – 0) | Sallés              |  |

| Csapat              | Helyezés |
| ------------------- | -------- |
| Spanyolország (ESP) | 6.       |

## Kajak-kenu
Férfi
| Versenyző                                                        | Versenyszám         | Előfutam | Előfutam | Előfutam | Vigaszág | Vigaszág | Vigaszág | Elődöntő | Elődöntő | Elődöntő | Döntő   | Döntő    |
| Versenyző                                                        | Versenyszám         | Idő      | Hely.    | Össz.    | Idő      | Hely.    | Össz.    | Idő      | Hely.    | Össz.    | Idő     | Helyezés |
| ---------------------------------------------------------------- | ------------------- | -------- | -------- | -------- | -------- | -------- | -------- | -------- | -------- | -------- | ------- | -------- |
| Herminio Menéndez                                                | Kajak egyes 500 m   | 1:55,23  | 2.       | 4.       | erőnyerő | erőnyerő | erőnyerő | 1:54,66  | 2.       | 8.       | 1:48,40 | 4.       |
| Fernando Betancourt                                              | Kajak egyes 1000 m  | 3:59,06  | 5.       | 9.       | 3:55,03  | 1.       | 1.       | 3:54,33  | 5.       | 13.      | kiesett | kiesett  |
| José Seguín Guillermo del Riego                                  | Kajak kettes 500 m  | 1:41,24  | 3.       | 3.       | erőnyerő | erőnyerő | erőnyerő | 1:38,64  | 1.       | 1.       | 1:38,50 | 4.       |
| José Seguín Guillermo del Riego                                  | Kajak kettes 1000 m | 3:33,79  | 3.       | 5.       | erőnyerő | erőnyerő | erőnyerő | 3:34,22  | 3.       | 14.      | 3:33,16 | 5.       |
| José María Esteban José Ramón López Herminio Menéndez Luis Ramos | Kajak négyes 1000 m | 3:06,46  | 1.       | 1.       | erőnyerő | erőnyerő | erőnyerő | 3:10,89  | 1.       | 2.       | 3:08,95 |          |

## Kerékpározás

### Országúti kerékpározás
Férfi
| Versenyző         | Versenyszám   | Idő             | Helyezés      |
| ----------------- | ------------- | --------------- | ------------- |
| Bernardo Alfonsel | Mezőnyverseny | 4:47:27 (+0:35) | 10.           |
| Rafael Ladrón     | Mezőnyverseny | 4:49:01 (+2:09) | 32.           |
| Paulino Martínez  | Mezőnyverseny | nem ért célba   | nem ért célba |
| Juan Moral        | Mezőnyverseny | 4:49:01 (+2:09) | 33.           |

## Labdarúgás
| Spanyol labdarúgócsapat-játékoskeret                                                                                       | Spanyol labdarúgócsapat-játékoskeret                                               |
| --- | ---------------------------------------------------------------------------------- |
| - Luis Arconada - Francisco Javier Bermejo - Pedro Camus - Cundi - Esteban - Idígoras - Isidoro San José - Juani - Juanito | - José Manzanedo - Mir - Olmo - Pulido - Sanjosé - Saura - Tente Sánchez - Vitoria |

### Eredmények
Csoportkör
A csoport
| Csapat        | M            | Gy           | D            | V            | G+           | G–           | Gk           | P            |
| ------------- | ------------ | ------------ | ------------ | ------------ | ------------ | ------------ | ------------ | ------------ |
| Brazília      | 2            | 1            | 1            | 0            | 2            | 1            | +1           | 3            |
| NDK           | 2            | 1            | 1            | 0            | 1            | 0            | +1           | 3            |
| Spanyolország | 2            | 0            | 0            | 2            | 1            | 3            | –2           | 0            |
| Nigéria       | visszalépett | visszalépett | visszalépett | visszalépett | visszalépett | visszalépett | visszalépett | visszalépett |

| 1976. július 20. 12:00 |

| Brazília (BRA)                         | 2–1               | Spanyolország |
| -------------------------------------- | ----------------- | ------------- |
| Rosemiro 7' Chico Fraga 47' (11-esből) | (1–1) Jegyzőkönyv | Idígoras 14'  |

| Olimpiai Stadion, Montréal Nézőszám: 38 123 Játékvezető: Paul Schiller (osztrák) |

| 1976. július 22. 12:00 |

| NDK (GDR)  | 1–0               | Spanyolország |
| ---------- | ----------------- | ------------- |
| Dörner 46' | (0–0) Jegyzőkönyv |               |

| Olimpiai Stadion, Montréal Nézőszám: 36 198 Játékvezető: Werner Winsemann (kanadai) |

| Csapat              | Helyezés |
| ------------------- | -------- |
| Spanyolország (ESP) | 12.      |

## Lovaglás
Díjugratás
| Versenyző                                                      | Ló                                            | Versenyszám | 1. forduló   | 1. forduló   | 2. forduló | 2. forduló | Összesen | Összesen |
| Versenyző                                                      | Ló                                            | Versenyszám | Pont         | Hely.        | Pont       | Hely.      | Pont     | Helyezés |
| -------------------------------------------------------------- | --------------------------------------------- | ----------- | ------------ | ------------ | ---------- | ---------- | -------- | -------- |
| Luis Álvarez                                                   | Acorne                                        | Egyéni      | 8,00         | 10.          | 9,50       | 6.         | 17,50    | 9.       |
| Eduardo Amorós                                                 | Limited Edition                               | Egyéni      | 8,00         | 10.          | 12,00      | 7.         | 20,00    | 10.*     |
| Alfonso Segovia                                                | Val de Loire                                  | Egyéni      | visszalépett | visszalépett | kiesett    | kiesett    | kiesett  | kiesett  |
| Luis Álvarez Eduardo Amorós José María Rosillo Alfonso Segovia | Acorne Limited Edition Agamemmon Val de Loire | Csapat      | 31,00        | 4.           | 40,00      | 7.         | 71,00    | 6.       |

* - egy másik versenyzővel azonos eredményt ért el

## Műugrás
Férfi
| Versenyző       | Versenyszám    | Selejtező | Selejtező | Döntő   | Döntő    |
| Versenyző       | Versenyszám    | Pont      | Helyezés  | Pont    | Helyezés |
| --------------- | -------------- | --------- | --------- | ------- | -------- |
| Ricardo Camacho | Egyéni műugrás | 408,84    | 25.       | kiesett | kiesett  |

Női
| Versenyző          | Versenyszám    | Selejtező | Selejtező | Döntő   | Döntő    |
| Versenyző          | Versenyszám    | Pont      | Helyezés  | Pont    | Helyezés |
| ------------------ | -------------- | --------- | --------- | ------- | -------- |
| Carmen Belén Núñez | Egyéni műugrás | 318,66    | 25.       | kiesett | kiesett  |

## Ökölvívás
| Versenyző                | Versenyszám  | Selejtező                   | 32-es főtábla                 | Nyolcaddöntő                            | Negyeddöntő       | Elődöntő          | Döntő             | Helyezés |
| Versenyző                | Versenyszám  | Ellenfél Eredmény           | Ellenfél Eredmény             | Ellenfél Eredmény                       | Ellenfél Eredmény | Ellenfél Eredmény | Ellenfél Eredmény | Helyezés |
| ------------------------ | ------------ | --------------------------- | ----------------------------- | --------------------------------------- | ----------------- | ----------------- | ----------------- | -------- |
| Enrique Rodríguez        | Papírsúly    |                             | Serdambyn Batsükh (MGL) · RSC | kiesett                                 | kiesett           | kiesett           | kiesett           | 17.      |
| Vicente Rodríguez        | Légsúly      | erőnyerő                    | Mbarek Zarrougui (MAR) · RSC  | Csong Dzsoung (Jong Jo-ung) (PRK) · 2-3 | kiesett           | kiesett           | kiesett           | 9.       |
| Juan Francisco Rodríguez | Harmatsúly   | erőnyerő                    | Charles Mooney (USA) · 1-4    | kiesett                                 | kiesett           | kiesett           | kiesett           | 15.      |
| Antonio Rubio            | Könnyűsúly   | erőnyerő                    | Reinaldo Valiente (CUB) · 0-5 | kiesett                                 | kiesett           | kiesett           | kiesett           | 15.      |
| José Manuel Gómet        | Kisváltósúly | Narong Boonfuang (THA) · KO | kiesett                       | kiesett                                 | kiesett           | kiesett           | kiesett           | 25.      |

## Sportlövészet
Nyílt
| Versenyző         | Versenyszám           | Pont | Helyezés |
| ----------------- | --------------------- | ---- | -------- |
| Jaime González    | Gyorstüzelő pisztoly  | 586  | 20.      |
| Juan Seguí        | Gyorstüzelő pisztoly  | 586  | 20.      |
| Luis del Cerro    | Sportpuska, fekvő     | 586  | 41.      |
| José María Pigrau | Sportpuska, fekvő     | 584  | 51.      |
| José del Villar   | Sportpuska, összetett | 1114 | 45.      |
| Esteban Azcue     | Trap                  | 181  | 11.      |
| Eladio Vallduvi   | Trap                  | 175  | 21.      |
| Juan Ávalos       | Skeet                 | 194  | 7.       |
| Enrique Camarena  | Skeet                 | 192  | 14.      |

## Súlyemelés
| Versenyző        | Versenyszám | Szakítás | Szakítás | Lökés    | Lökés    | Összesen | Helyezés |
| Versenyző        | Versenyszám | Eredmény | Helyezés | Eredmény | Helyezés | Összesen | Helyezés |
| ---------------- | ----------- | -------- | -------- | -------- | -------- | -------- | -------- |
| Francisco Mateos | 67,5 kg     | 120,0    | 16.      | 150,0    | 14.      | 270,0    | 14.      |

## Torna
Férfi
| Versenyző         | Versenyszám      | Selejtező | Selejtező | Döntő    | Döntő    |
| Versenyző         | Versenyszám      | Pontszám  | Helyezés  | Pontszám | Helyezés |
| ----------------- | ---------------- | --------- | --------- | -------- | -------- |
| Fernando Bertrand | Talaj            | 17,35     | 73.       | kiesett  | kiesett  |
| Fernando Bertrand | Ugrás            | 18,10     | 72.       | kiesett  | kiesett  |
| Fernando Bertrand | Korlát           | 16,20     | 87.       | kiesett  | kiesett  |
| Fernando Bertrand | Nyújtó           | 16,20     | 87.       | kiesett  | kiesett  |
| Fernando Bertrand | Gyűrű            | 17,35     | 76.       | kiesett  | kiesett  |
| Fernando Bertrand | Lólengés         | 17,15     | 79.       | kiesett  | kiesett  |
| Fernando Bertrand | Egyéni összetett | 102,35    | 86.       | kiesett  | kiesett  |
| Gabriel Calvo     | Talaj            | 17,25     | 79.       | kiesett  | kiesett  |
| Gabriel Calvo     | Ugrás            | 18,90     | 19.       | kiesett  | kiesett  |
| Gabriel Calvo     | Korlát           | 17,90     | 55.       | kiesett  | kiesett  |
| Gabriel Calvo     | Nyújtó           | 17,35     | 73.       | kiesett  | kiesett  |
| Gabriel Calvo     | Gyűrű            | 17,20     | 79.       | kiesett  | kiesett  |
| Gabriel Calvo     | Lólengés         | 16,55     | 86.       | kiesett  | kiesett  |
| Gabriel Calvo     | Egyéni összetett | 105,15    | 76.*      | kiesett  | kiesett  |
| José de la Casa   | Talaj            | 17,30     | 75.       | kiesett  | kiesett  |
| José de la Casa   | Ugrás            | 18,45     | 51.       | kiesett  | kiesett  |
| José de la Casa   | Korlát           | 17,45     | 74.       | kiesett  | kiesett  |
| José de la Casa   | Nyújtó           | 17,20     | 78.       | kiesett  | kiesett  |
| José de la Casa   | Gyűrű            | 17,20     | 79.       | kiesett  | kiesett  |
| José de la Casa   | Lólengés         | 17,35     | 75.       | kiesett  | kiesett  |
| José de la Casa   | Egyéni összetett | 104,95    | 79.       | kiesett  | kiesett  |

Női
| Versenyző         | Versenyszám      | Selejtező | Selejtező | Döntő    | Döntő    |
| Versenyző         | Versenyszám      | Pontszám  | Helyezés  | Pontszám | Helyezés |
| ----------------- | ---------------- | --------- | --------- | -------- | -------- |
| Elisa Cabello     | Talaj            | 17,80     | 82.       | kiesett  | kiesett  |
| Elisa Cabello     | Ugrás            | 18,05     | 77.       | kiesett  | kiesett  |
| Elisa Cabello     | Felemás korlát   | 18,10     | 75.       | kiesett  | kiesett  |
| Elisa Cabello     | Gerenda          | 17,30     | 77.       | kiesett  | kiesett  |
| Elisa Cabello     | Egyéni összetett | 71,25     | 82.       | kiesett  | kiesett  |
| Eloisa Marcos     | Talaj            | 18,05     | 78.       | kiesett  | kiesett  |
| Eloisa Marcos     | Ugrás            | 17,65     | 83.       | kiesett  | kiesett  |
| Eloisa Marcos     | Felemás korlát   | 18,40     | 63.       | kiesett  | kiesett  |
| Eloisa Marcos     | Gerenda          | 17,40     | 72.       | kiesett  | kiesett  |
| Eloisa Marcos     | Egyéni összetett | 71,50     | 78.       | kiesett  | kiesett  |
| Mercedes Vernetta | Talaj            | 17,45     | 85.       | kiesett  | kiesett  |
| Mercedes Vernetta | Ugrás            | 18,05     | 77.       | kiesett  | kiesett  |
| Mercedes Vernetta | Felemás korlát   | 17,10     | 86.       | kiesett  | kiesett  |
| Mercedes Vernetta | Gerenda          | 17,15     | 81.       | kiesett  | kiesett  |
| Mercedes Vernetta | Egyéni összetett | 69,75     | 84.       | kiesett  | kiesett  |

* - egy másik versenyzővel azonos eredményt ért el

## Úszás
Férfi
| Versenyző                                                             | Versenyszám            | Előfutam | Előfutam | Előfutam | Elődöntő | Elődöntő | Elődöntő | Döntő   | Döntő    |
| Versenyző                                                             | Versenyszám            | Idő      | Hely.    | Össz.    | Idő      | Hely.    | Össz.    | Idő     | Helyezés |
| --------------------------------------------------------------------- | ---------------------- | -------- | -------- | -------- | -------- | -------- | -------- | ------- | -------- |
| Jorge Comas                                                           | 100 m gyors            | 54,05    | 5.       | 29.      | kiesett  | kiesett  | kiesett  | kiesett | kiesett  |
| David López-Zubero                                                    | 200 m gyors            | 1:54,88  | 3.       | 17.      |          |          |          | kiesett | kiesett  |
| David López-Zubero                                                    | 400 m gyors            | 4:03,73  | 5.       | 23.      |          |          |          | kiesett | kiesett  |
| José Bas                                                              | 1500 m gyors           | 16:28,59 | 6.       | 25.      |          |          |          | kiesett | kiesett  |
| Santiago Esteva                                                       | 100 m hát              | 59,88    | 3.       | 15.      | 59,71    | 8.       | 15.      | kiesett | kiesett  |
| Santiago Esteva                                                       | 200 m hát              | 2:08,63  | 4.       | 17.      |          |          |          | kiesett | kiesett  |
| Pedro Balcells                                                        | 100 m mell             | 1:07,98  | 5.       | 21.      | kiesett  | kiesett  | kiesett  | kiesett | kiesett  |
| Miguel Lang-Lenton                                                    | 200 m pillangó         | 2:08,51  | 5.       | 28.      |          |          |          | kiesett | kiesett  |
| David López-Zubero Jesús Fuentes Fernando Gómez-Reino Santiago Esteva | 4 × 200 m gyorsváltó   | 7:49,22  | 4.       | 12.      |          |          |          | kiesett | kiesett  |
| Santiago Esteva Pedro Balcells Mario Lloret Jorge Comas               | 4 × 100 m vegyes váltó | 3:58,22  | 6.       | 9.       |          |          |          | kiesett | kiesett  |

Női
| Versenyző                                                | Versenyszám            | Előfutam | Előfutam | Előfutam | Elődöntő | Elődöntő | Elődöntő | Döntő   | Döntő    |
| Versenyző                                                | Versenyszám            | Idő      | Hely.    | Össz.    | Idő      | Hely.    | Össz.    | Idő     | Helyezés |
| -------------------------------------------------------- | ---------------------- | -------- | -------- | -------- | -------- | -------- | -------- | ------- | -------- |
| Antonia Real                                             | 400 m gyors            | 4:30,37  | 5.       | 20.      |          |          |          | kiesett | kiesett  |
| Antonia Real                                             | 800 m gyors            | 9:07,24  | 6.       | 16.      |          |          |          | kiesett | kiesett  |
| Silvia Fontana                                           | 200 m hát              | 2:31,37  | 7.       | 27.      |          |          |          | kiesett | kiesett  |
| Montserrat Majo                                          | 100 m pillangó         | 1:06,79  | 6.       | 33.      | kiesett  | kiesett  | kiesett  | kiesett | kiesett  |
| Silvia Fontana Rosa Estiarte Magda Camps Montserrat Majo | 4 × 100 m vegyes váltó | 4:38,42  | 3.       | 13.      |          |          |          | kiesett | kiesett  |

## Vitorlázás
Nyílt
| Versenyző                                 | Versenyszám     | Futam | Futam | Futam  | Futam | Futam  | Futam  | Futam  | Pontszám | Helyezés |
| Versenyző                                 | Versenyszám     | 1     | 2     | 3      | 4     | 5      | 6      | 7      | Pontszám | Helyezés |
| ----------------------------------------- | --------------- | ----- | ----- | ------ | ----- | ------ | ------ | ------ | -------- | -------- |
| José Luis Doreste                         | Finn dingi      | 26,0  | 21,0  | 3,0    | 14,0  | 11,7   | 23,0   | (34,0) | 98,7     | 12.      |
| Antonio Gorostegui Pedro Millet           | 470-es osztály  | 8,0   | 14,0  | 3,0    | 10,0  | 5,7    | (13,0) | 10,0   | 49,7     |          |
| Félix Gancedo Jesús Turró                 | Tempest         | 14,0  | 17,0  | 0,0    | 16,0  | (20,0) | 16,0   | 16,0   | 79,0     | 9.       |
| Alejandro Abascal José María Benavides    | Repülő hollandi | 17,0  | 0,0   | (26,0) | 0,0   | 17,0   | 24,0   | 8,0    | 66,0     | 7.       |
| Félix Anglada Humberto Costas Juan Costas | Soling          | 16,0  | 17,0  | 14,0   | 16,0  | (22,0) | 15,0   | 17,0   | 95,0     | 12.      |